# Saint Trémeur
Saint Trémeur aurait vécu au début du VIe siècle. Il fait partie des saints bretons plus ou moins mythiques non officialisés par l'Église catholique, mais transmis par la tradition orale et locale. Martyr, fils de sainte Tréphine et de Conomor, sa fête est le 7 novembre.

## Hagiographie
Il est appelé aussi Tréchinor, Trémel, Trémoré, Trémorel, Trimorel, Treveur, Triver, Tromeur et Trimoël, en breton Tremeur.
Très peu d'éléments de sa vie sont connus. Il est surtout évoqué par Dom Alexis Lobineau dans son récit de la vie de saint Gildas.
Baptisé Gildas, comme Gildas le Sage, par sa mère, on lui ajouta par la suite le surnom de Trech-meur (en breton  trec'h » signifie "victoire", et meur, "grand") pour le distinguer de saint Gildas, et il fut confié par sa mère (ressuscitée par saint Gildas) au monastère de Rhuys pour y être élevé par saint Gildas. Dom Lobineau écrit : « Sa vie angélique était accompagnée de miracles que Dieu accomplissait par son ministère » et ajoute : « Il fut tué par son père, qui l'ayant trouvé qui se promenait à la campagne, un dimanche après l'office, lui coupa la tête ». Selon la légende, il aurait rendu son père jaloux en raison de ses exploits au jeu de soule. Cette décapitation aurait eu lieu un 8 septembre et il fut enterré à Sainte-Tréphine près de Laniscat (Côtes-d'Armor).

## Son culte et ses traces en Bretagne
Son culte est répandu en Bretagne, principalement en Haute Cornouaille. Il est le patron de Camlez (Côtes-d'Armor) de Carhaix et de Kergloff (Finistère) ; une chapelle Saint-Trémeur lui est dédiée à Bubry, Guerlesquin, à Plougastel-Daoulas, au Guilvinec et à Cléden-Cap-Sizun, ou encore dans le parc du château de Keruzoret en Plouvorn. Par contre la paroisse et commune de Trémeur dans les Côtes-d'Armor, semble être une simple homonymie. Saint Trémeur, avec un thème bien connu dans l'hagiographie chrétienne, celui du saint céphalophore, est invoqué pour guérir les maux de tête.

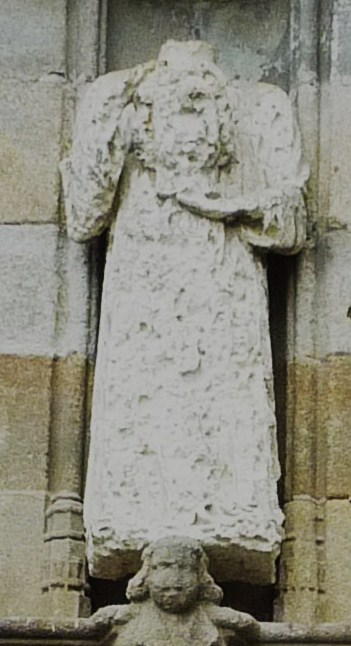
Carhaix : église Saint-Trémeur, portail ouest, statue de saint Trémeur (calcaire, XVIe)
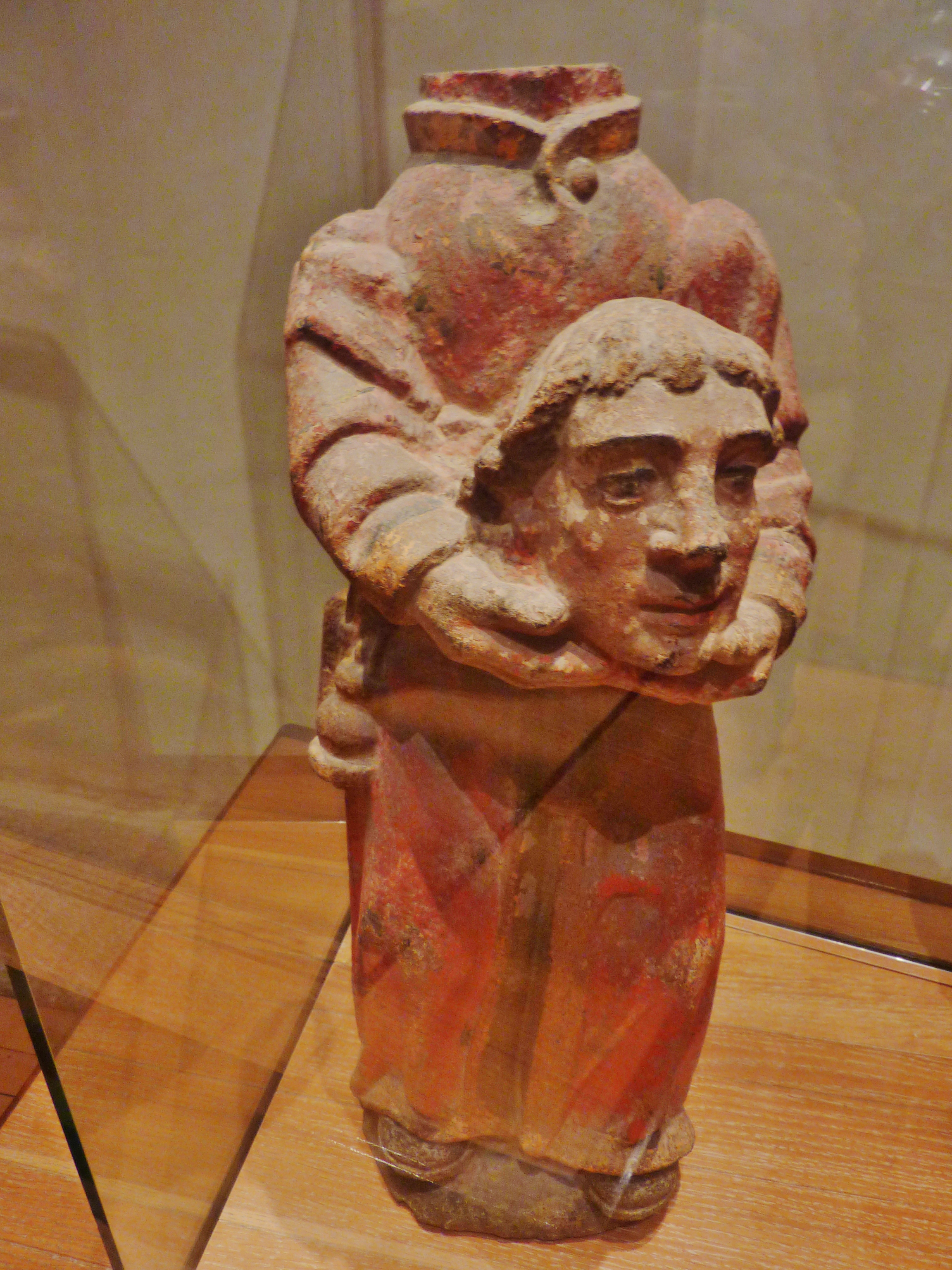
Statue de saint Trémeur portant sa tête coupée (provenant de l'ancienne chapelle de Coat-Quéau en Scrignac), musée départemental breton, Quimper.
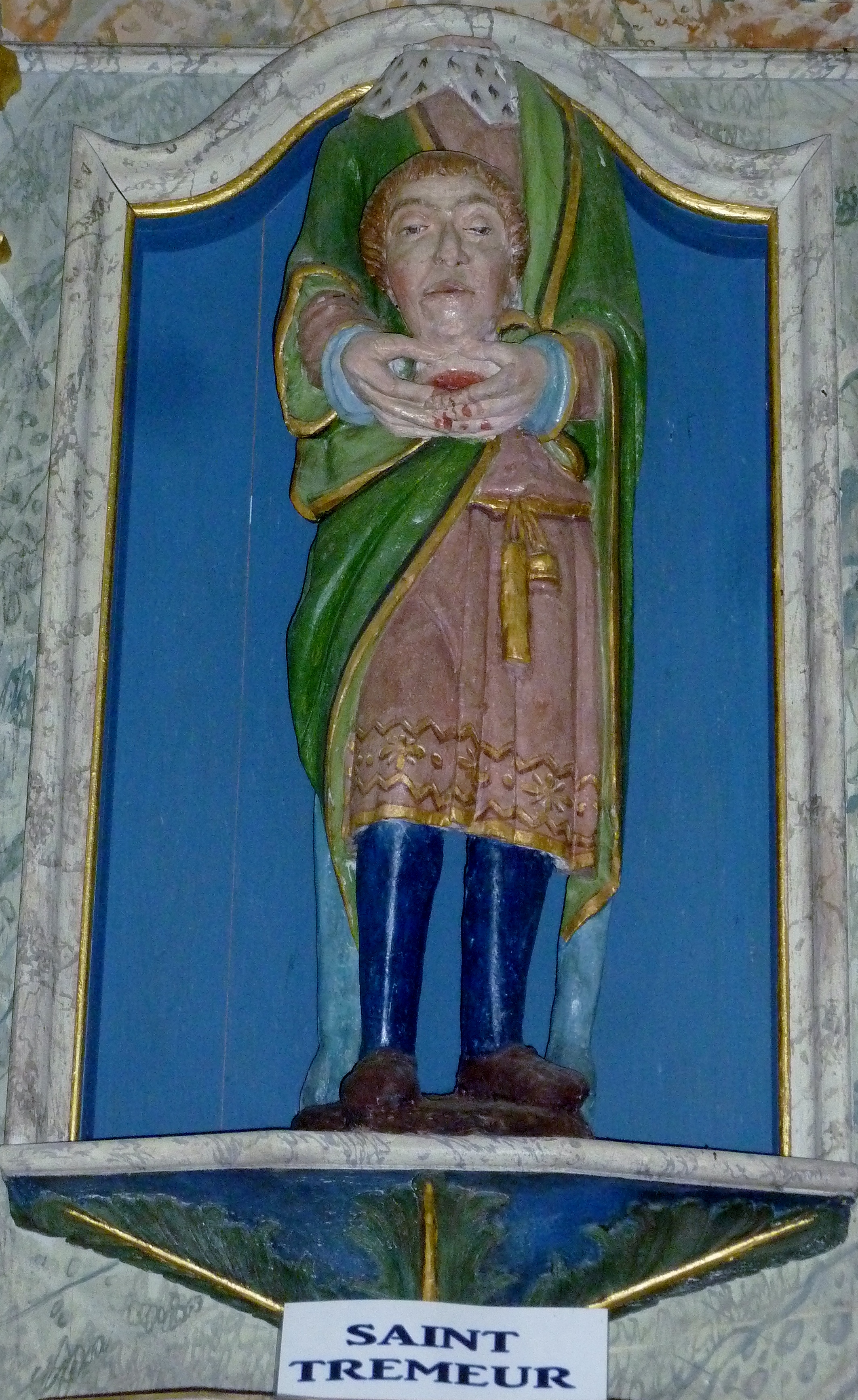
Chapelle Saint-Trémeur (en Cléden-Cap-Sizun) : retable et statue de saint Trémeur.
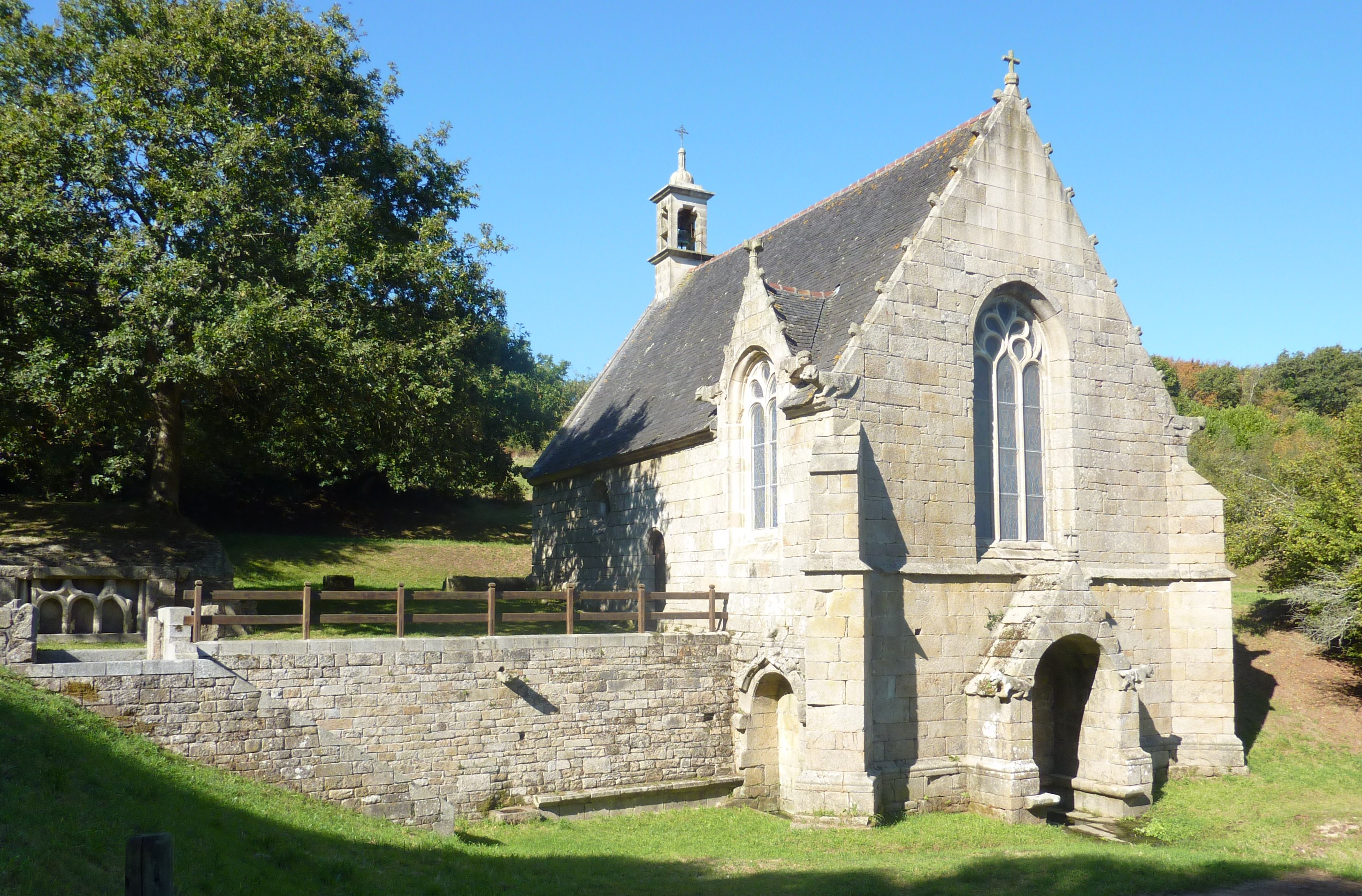
Guerlesquin : la chapelle Saint-Trémeur
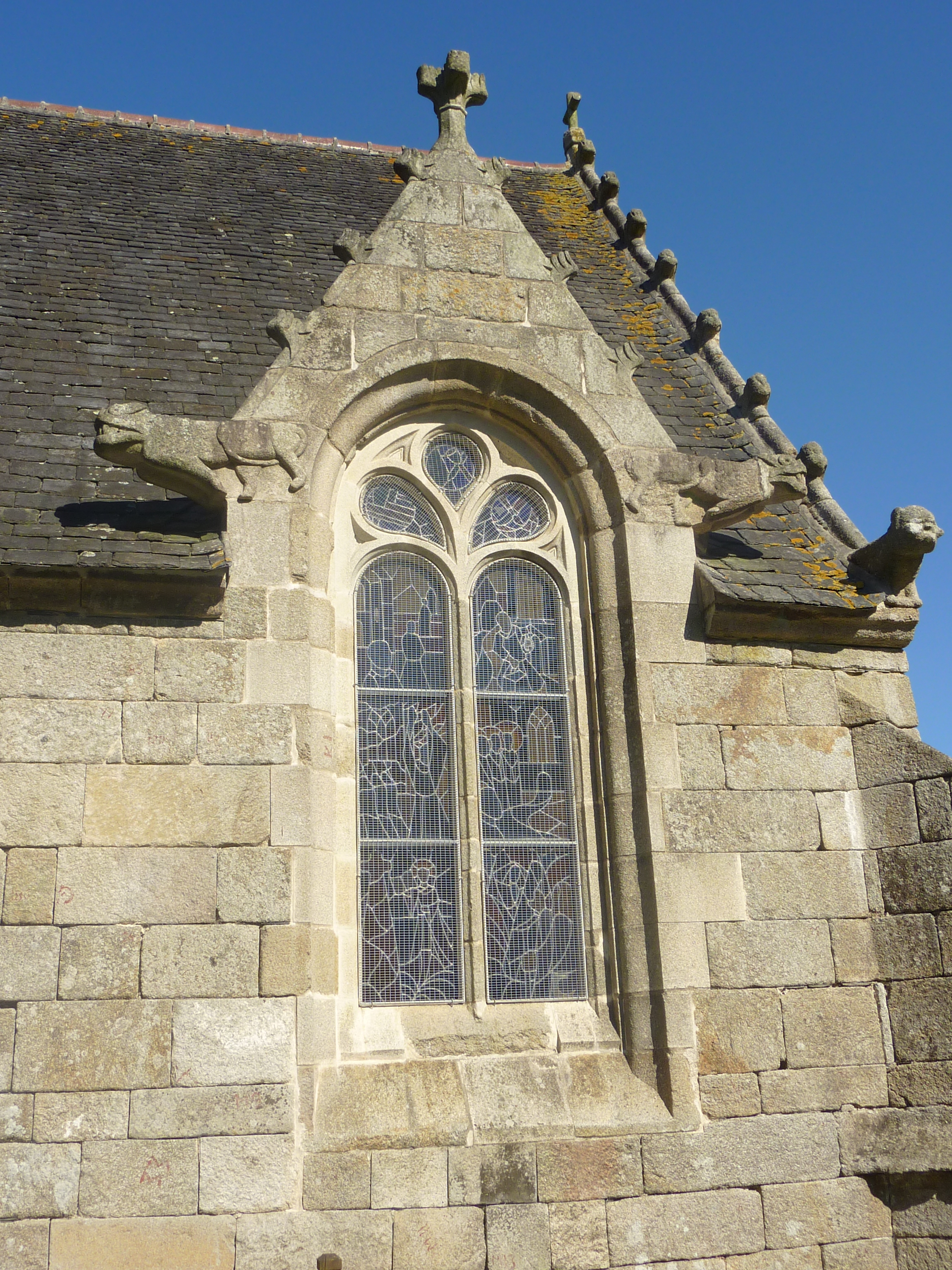
Guerlesquin : la chapelle Saint-Trémeur (détail)
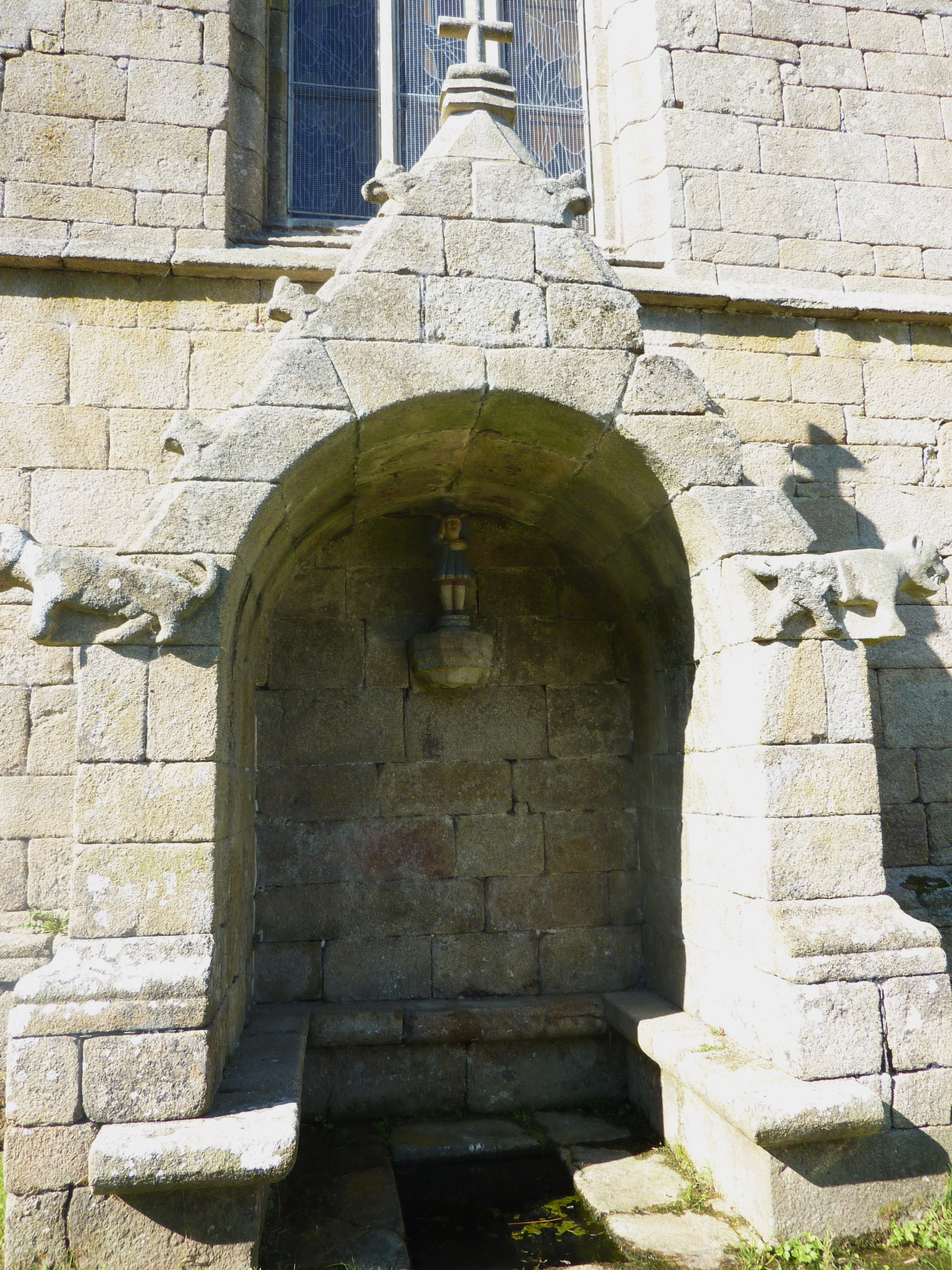
Guerlesquin : la fontaine au pied de la chapelle Saint-Trémeur
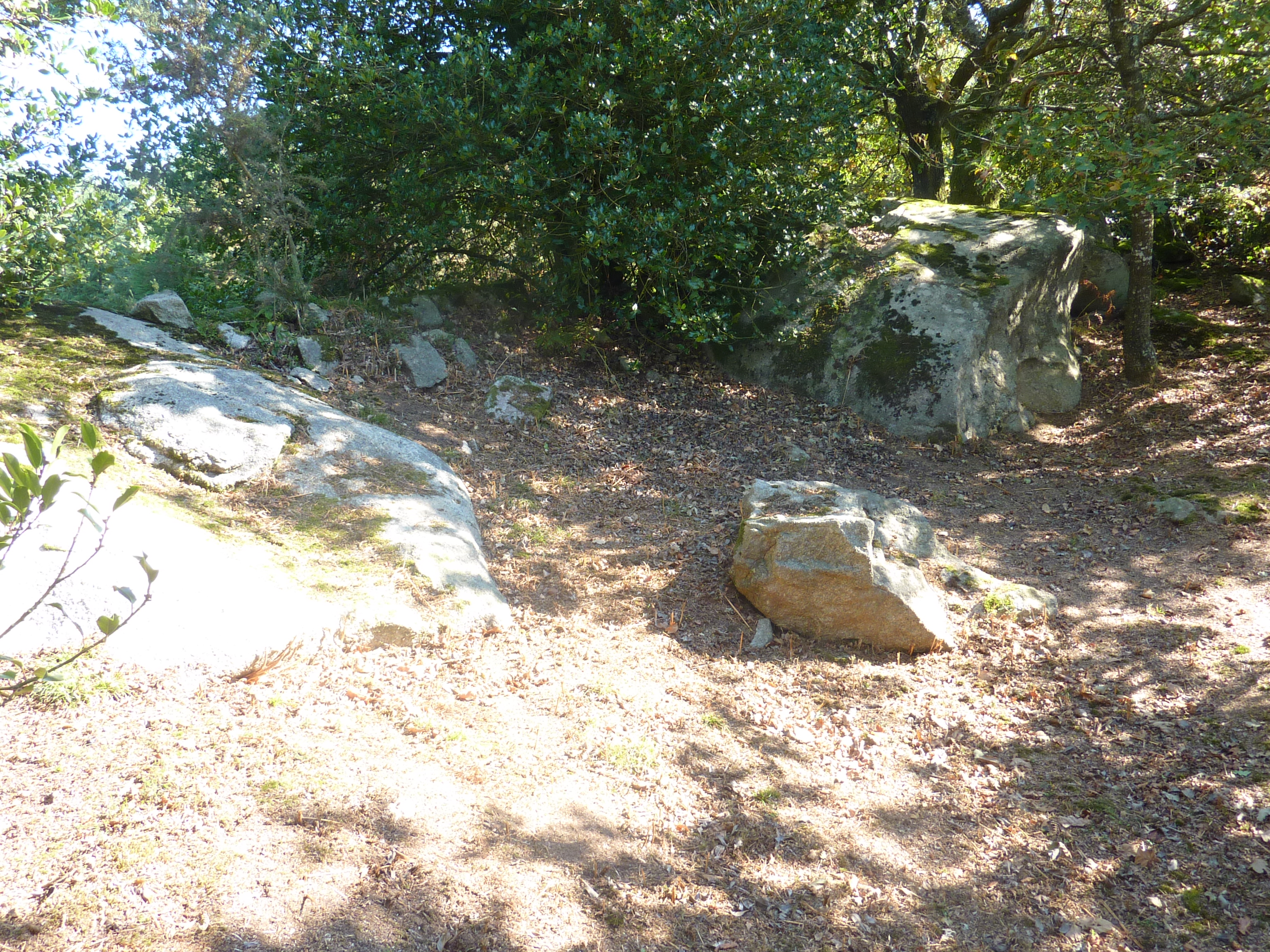
Guerlesquin : le lit de Saint Trémeur (Gwele ar Sant) près de la chapelle Saint-Trémeur
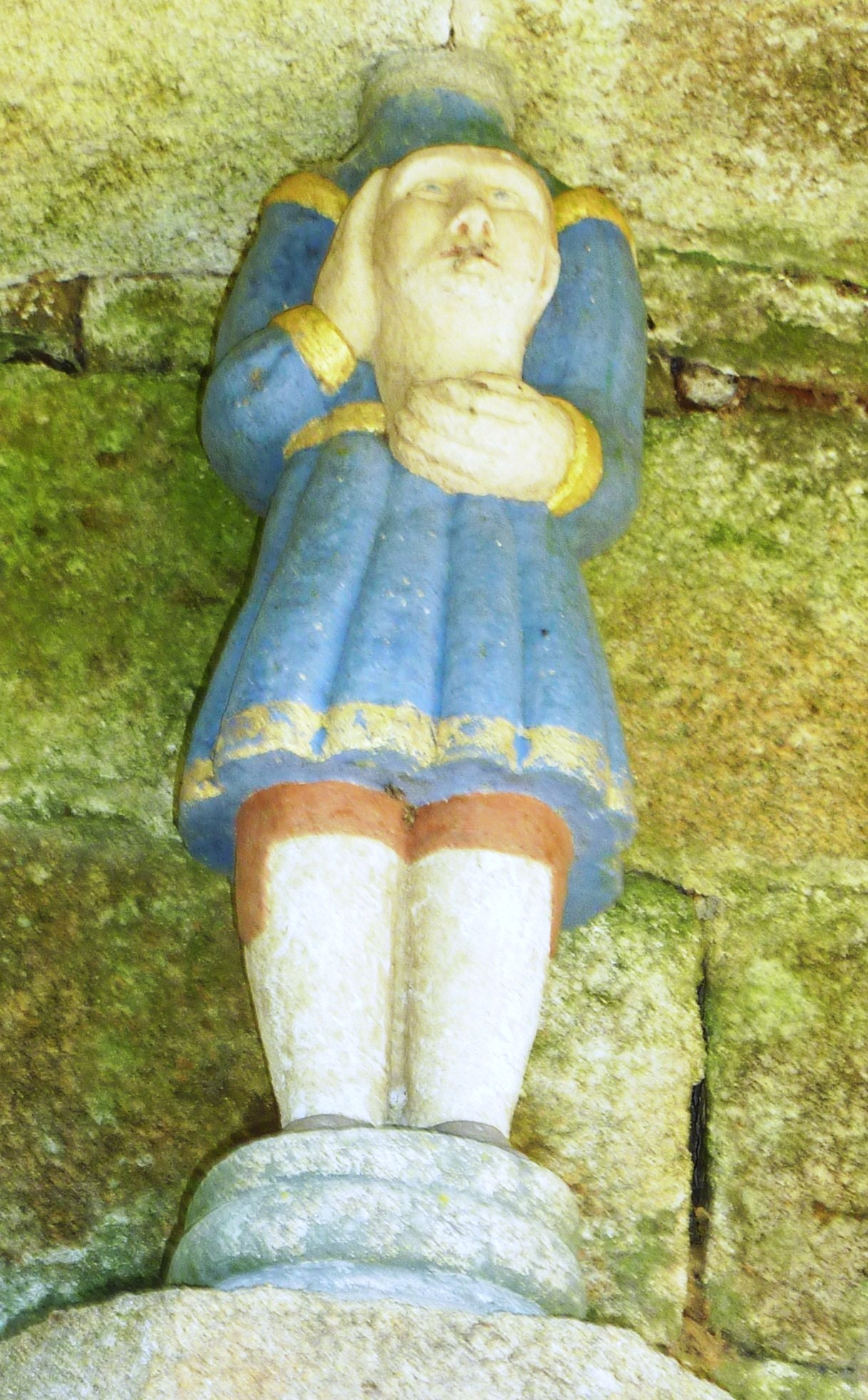
Guerlesquin : statue de saint Trémeur dans la niche de la fontaine Saint-Trémeur
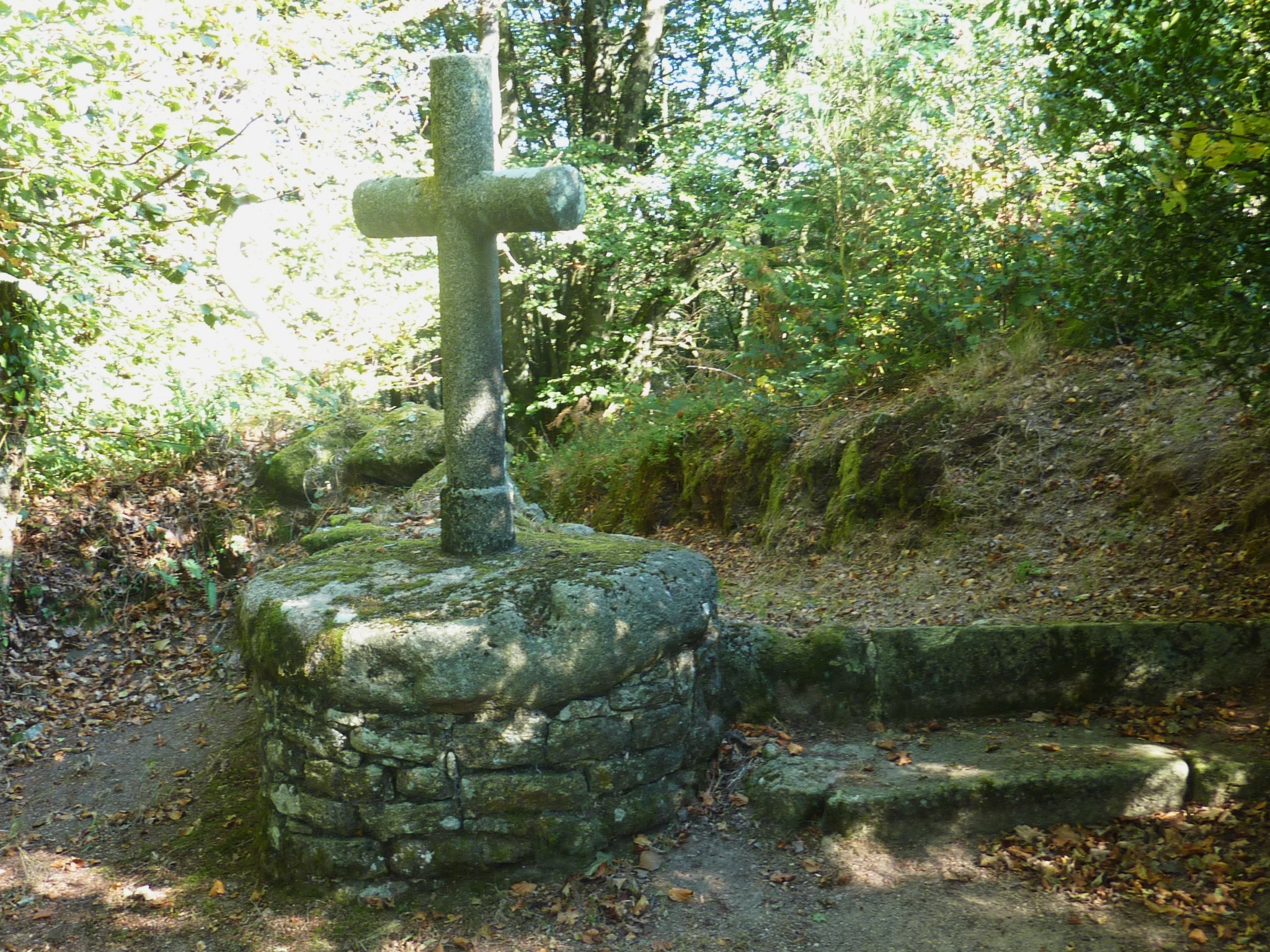
Guerlesquin : croix près de la chapelle Saint-Trémeur
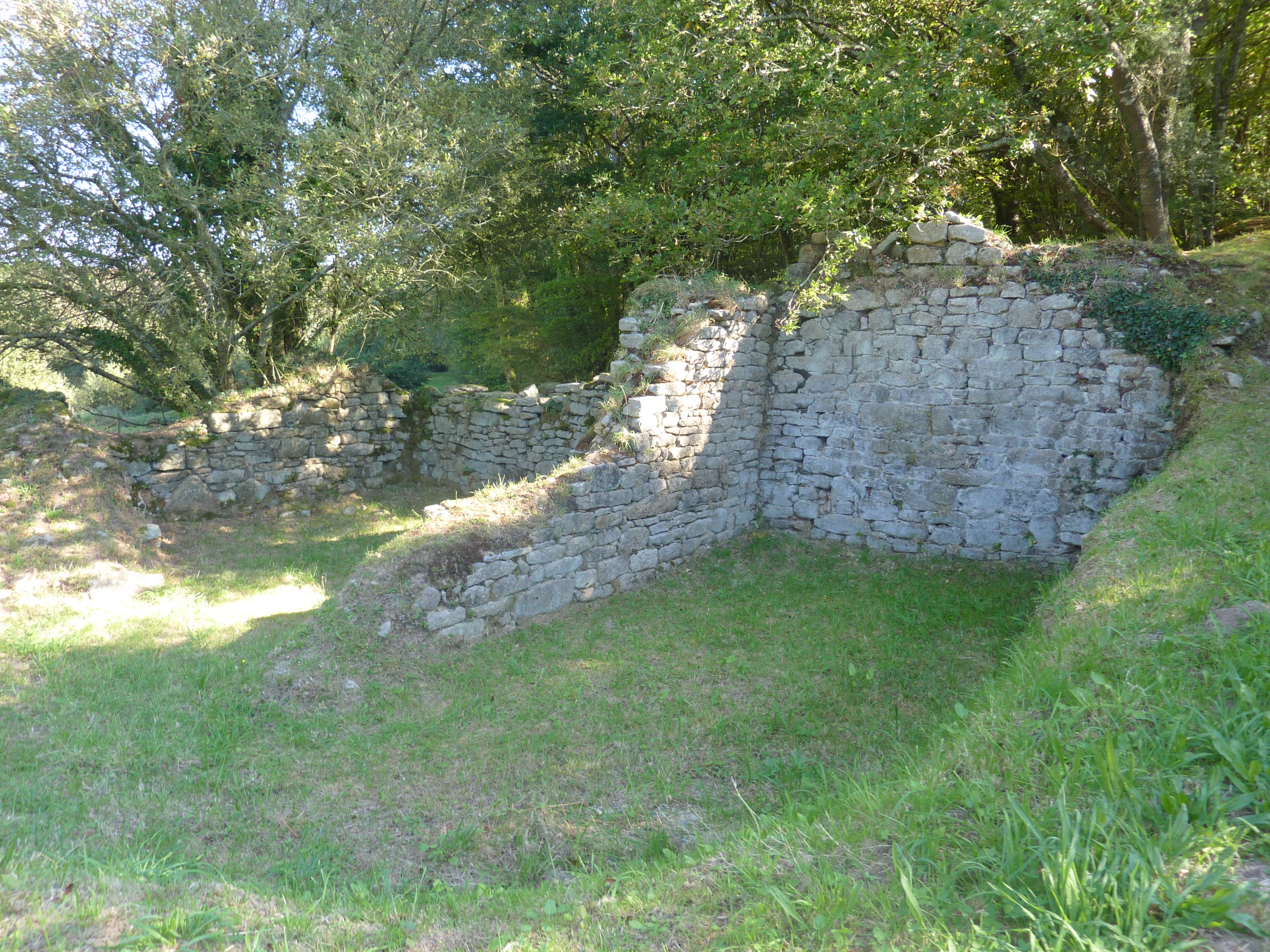
Guerlesquin : ruines près de la chapelle Saint-Trémeur
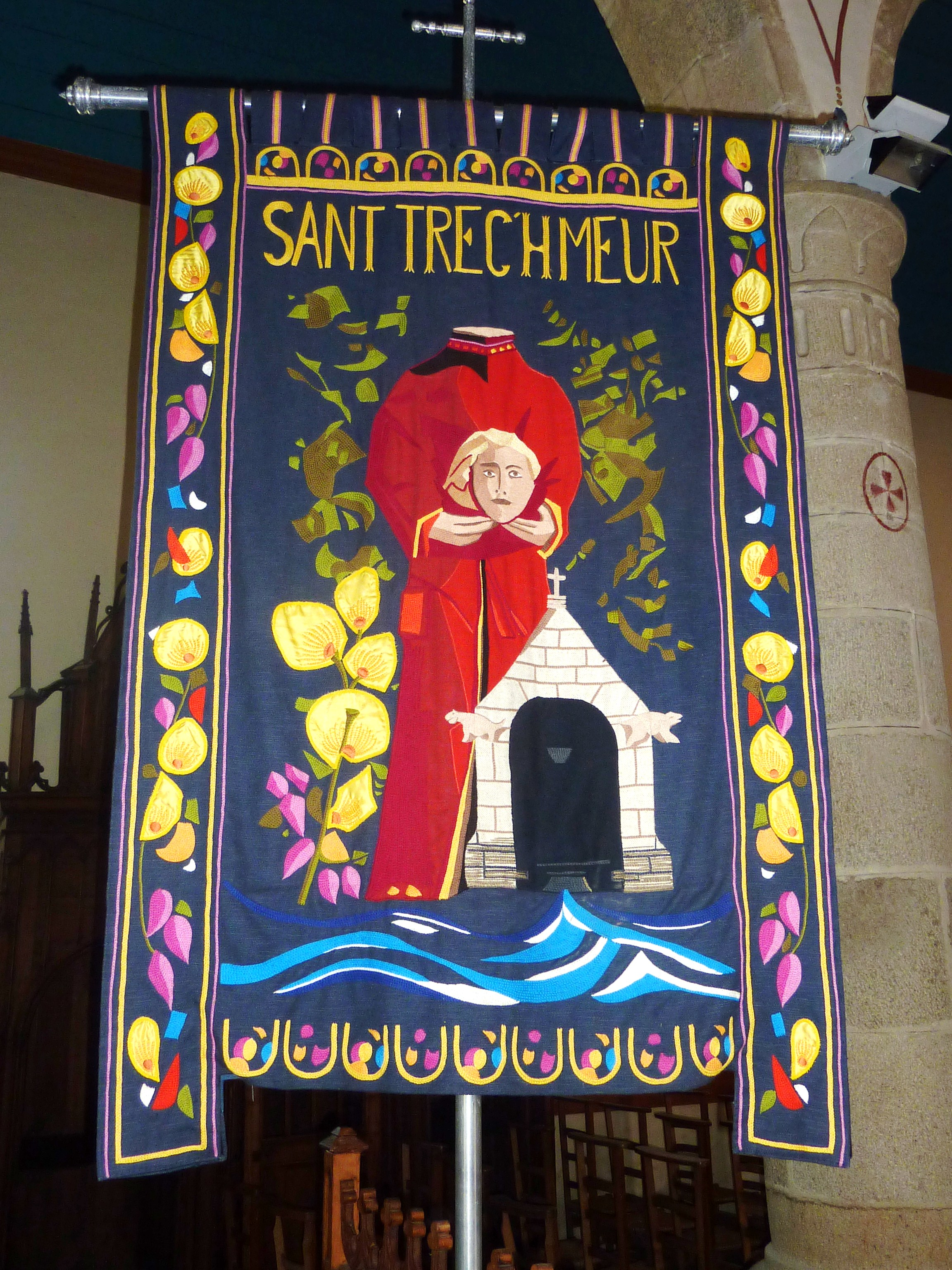
Guerlesquin : église Saint-Ténénan, bannière de procession de Saint-Trémeur
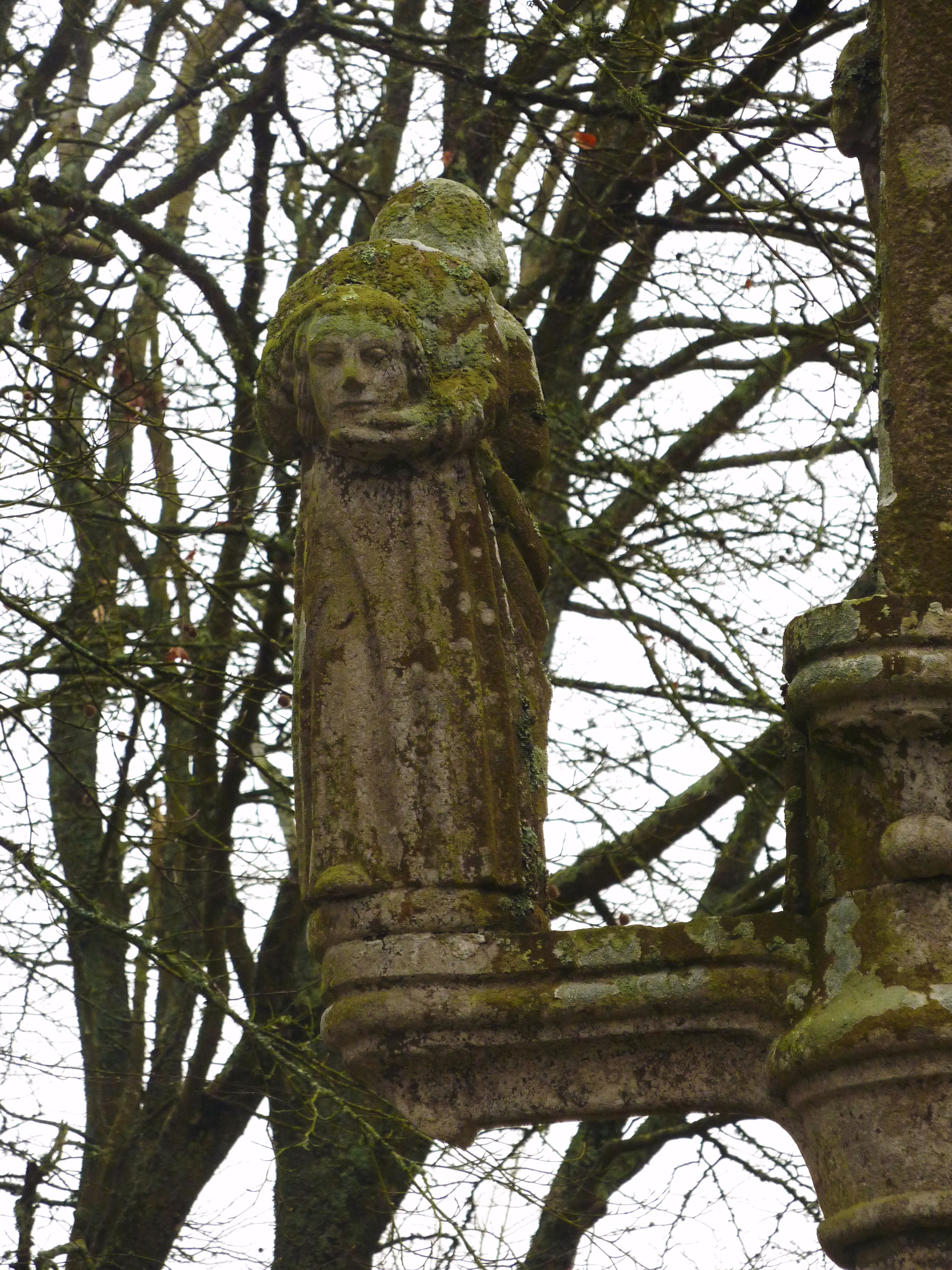
Plougastel-Daoulas : calvaire près de la chapelle saint-Trémeur, statue de saint Trémeur
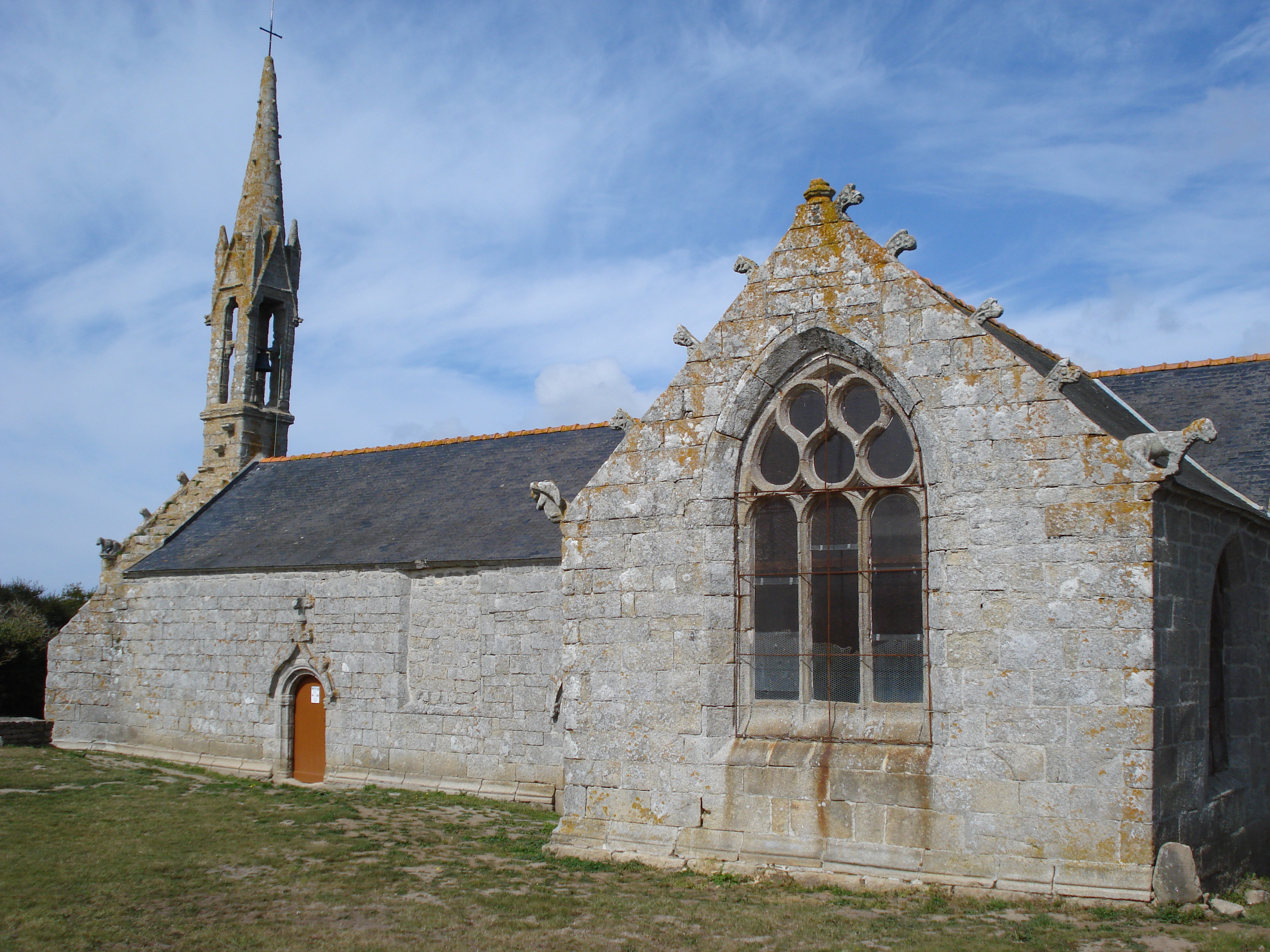
Guilvinec : chapelle Saint-Trémeur
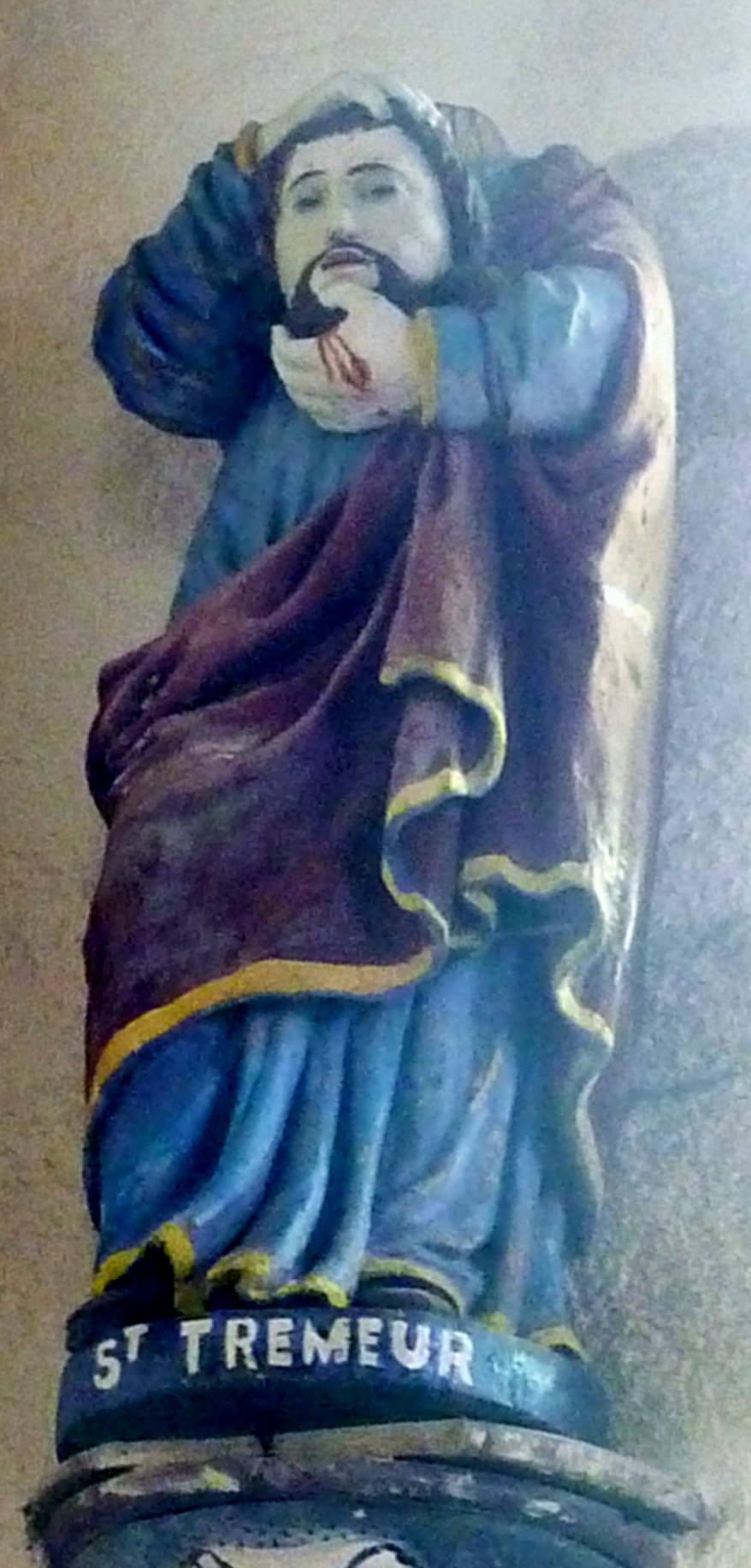
Guilvinec : statue de saint Trémeur dans la chapelle Saint-Trémeur

## Légende
- Ernest du Laurens de la Barre a écrit un conte Trémeur ou l'homme sans tête[5] qui s'inspire du récit traditionnel de la vie légendaire de saint Trémeur.

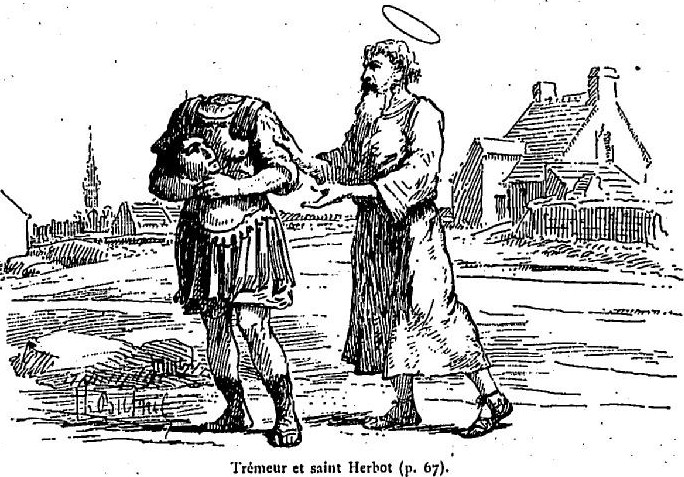
La rencontre entre saint Trémeur et saint Herbot 1 (dessin illustrant le conte "Trémeur ou l'homme sans tête")
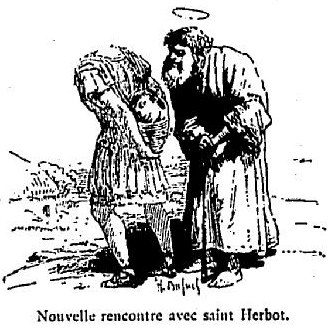
La rencontre entre saint Trémeur et saint Herbot 2 (dessin illustrant le conte "Trémeur ou l'homme sans tête")